# PANDORA
PANDORA è l'archivio digitale nazionale australiano per la preservazione delle pubblicazioni on line di rilievo storico o culturale.
È stato istituito dalla National Library of Australia nel 1996, ed è ora realizzato in collaborazione con una serie di altre biblioteche statali australiane e organizzazioni impegnate nella raccolta e nella preservazione di materiale culturale, tra cui la Australian Institute of Aboriginal and Torres Strait Islander Studies, l'Australian War Memorial e il National Film and Sound Archive.

## Il nome
Il nome, PANDORA, è un acronimo inverso che racchiude in sé la missione del progetto: Preserving and Accessing Networked Documentary Resources of Australia (in italiano: "preservare ed accedere a risorse documentarie collegate (on line) dell'Australia").

## L'archivio
L'archivio raccoglie risorse web australiane selezionate dal progetto, le preserva, e le rende disponibili per l'accesso e a visualizzazione tramite un database. L'accesso all'archivio è messo a disposizione attraverso il sito web di Pandora. I siti web sono selezionati in base al loro valore culturale a lungo termine. Per quanto riguarda il copyright, l'autorizzazione è chiesta agli editori prima della copia nell'archivio Pandora.
Per aggiungere e gestire il materiale digitale viene utilizzato il sistema di gestione archivistica denominato PANDAS (Pandora Digital Archiving System). Questo sistema è stato sviluppato e viene gestito dalla National Library of Australia. L'ultima versione è PANDAS 3, che è stata distribuita a metà del 2007.

## Storia
I primi due titoli sono stati immessi nell'archivio nel mese di ottobre 1996. Nel giugno del 1997 l'archivio conteneva 31 titoli.
Nell'agosto 1998 la State Library of Victoria partecipa al progetto aggiungendo altro materiale per l'archivio. Entro marzo 2004 partecipano al progetto tutte le biblioteche dello Stato, la Northern Territory Library, il National Film and Sound Archive, l'Australian War Memorial e l'Australian Institute of Aboriginal and Torres Strait Islander Studies. La State Library of Tasmania non partecipa a PANDORA, ma ha messo in piedi un proprio progetto denominato Our Digital Island.
Al febbraio 2008 vi erano 17.951 siti web all'interno dell'archivio e il tutto occupava circa 2,01 TB di dati.